# مارنی
مارنی (به انگلیسی: Marnie) فیلمی در ژانر تریلر روان‌شناختی است که در سال ۱۹۶۴ توسط آلفرد هیچکاک ساخته شد. شون کانری و تیپی هدرن بازیگران اصلی این فیلم بودند. این فیلم از سوی بسیاری از منتقدان، آخرین شاهکار آلفرد هیچکاک شناخته می‌شود.

## داستان فیلم

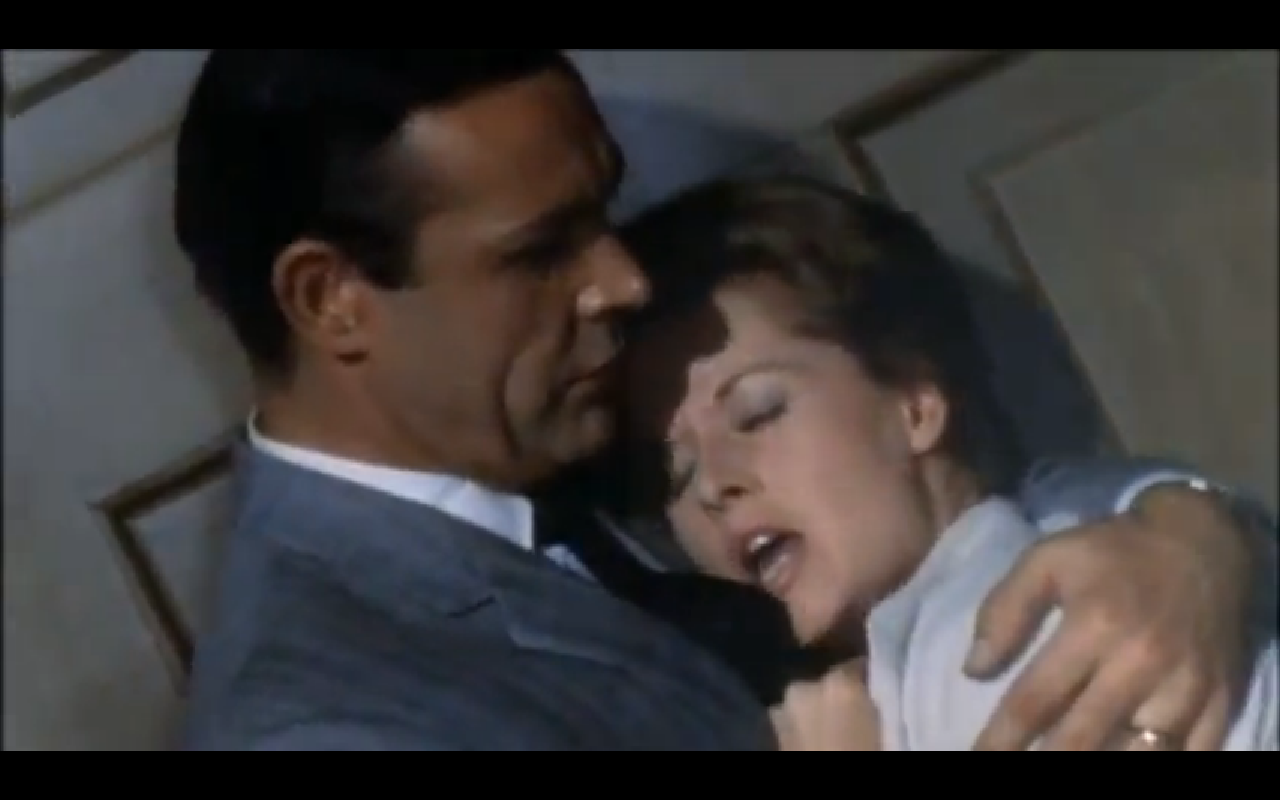
هدرن و کانری در نمایی از مارنی

مارنی ادگار (تیپی هدرن)، شخصیت جذاب و روان‌پریش فیلم، مبلغ ۱۰٬۰۰۰ دلار از محل کار خود می‌دزدد و فرار می‌کند. در تحقیقات پلیس مشخص می‌شود که استخدام او بدون بررسی سوابق کاری او صورت گرفته. مارنی در ادامه برای استخدام به محل دیگری مراجعه می‌کند و در آنجا با مارک (شون کانری)، که در محل کار قبلی مارنی با او ملاقات کرده، روبه‌رو می‌شود. مارک با وجود اینکه از سرقت پول توسط مارنی مطلع است، به او برای استخدام کمک می‌کند. مارنی یک بار دیگر نقشهٔ سرقت از گاوصندوق محل کار خود را می‌کشد، ولی بعد از انجام این کار متوجه می‌شود که مارک او را زیر نظر داشته و معادل پول به‌سرقت‌رفته را به گاوصندوق برگردانده‌است. مارک بعد از تهدید مارنی، به او پیشنهاد ازدواج می‌دهد و در این میان علایم روان‌پریشی مارنی را مشاهده می‌کند. مارنی با مشاهدهٔ رنگ قرمز و رعد و برق دچار حملهٔ عصبی می‌شود. با اصرار و برنامه‌ریزی مارک، مارنی با او ازدواج می‌کند؛ ولی مارنی به مارک اجازهٔ نزدیک شدن به خود را نمی‌دهد. مارک به همراه مارنی برای گذراندن ماه عسل سوار بر کشتی خصوصی مارک می‌شوند، ولی همچنان مارنی از مارک دوری می‌کند. مارک برای تجاوز به مارنی تلاش می‌کند، اما با وارد شدن شوک عصبی به مارنی، او دست به خودکشی می‌زند، ولی مارک او را در آخرین لحظات نجات می‌دهد. مارنی و مارک به مزرعهٔ پدریِ مارک می‌روند و در آنجا لیل (دایان بیکر)، خواهر زن مارک (خواهر همسر درگذشته مارک) که معشوقهٔ او نیز هست، با استراق سمع تلفن مارنی متوجه می‌شود که او مادری در بالتیمور دارد. مارک با پیدا کردن این سرنخ سعی در کشف اسرار گذشتهٔ مارنی می‌کند و از راز یک قتل آگاه می‌شود.

## عوامل فیلم
هیچکاک از ابتدا گریس کلی (که در آن زمان شاهدخت موناکو شده بود) را برای ایفای نقش مارنی در نظر گرفته بود. گریس کلی پیش از آن در چند فیلم هیچکاک از جمله پنجره عقبی و گرفتن یک دزد در نقش بازیگر نقش اول زن بازی کرده بود. حتی نسخه‌ای از فیلمنامه این فیلم برای او فرستاده شد؛ ولی در میان عصبانیت هیچکاک؛ کلی از بازی در این فیلم منصرف شد. کمپانی پارامونت بازیگران بسیاری را برای جایگزینی گریس کلی پیشنهاد کرد، ولی (به گفته تیپی هدرن) هیچکاک در هنگام فیلمبرداری سکانس حمله پرندگان به کودکان در فیلم پرندگان این نقش را به تیپی هدرن که بازیگر نقش اول زن این فیلم بود پیشنهاد کرد. در نهایت فیلم با بازی این بازیگر ساخته شد. از سوی دیگر این فیلم، آخرین همکاری هیچکاک با چندتن از اعضای ثابت و همیشگی گروه فیلمسازی او بود. باب بورکز فیلمبردار مورد علاقه هیچکاک کمی پس از پایان فیلمبرداری این فیلم در سانحه آتش‌سوزی کشته شد. همین‌طور جورج توماسینی تدوین گر مورد علاقه هیچکاک کمی پس از ساخت این فیلم در اثر سکته قلبی درگذشت. به علاوه این آخرین همکاری برنارد هرمن (سازنده موسیقی متن فیلم) و هیچکاک هم بود. علت این قطع همکاری انتقاد هیچکاک از هرمان به علت تکرار یک تم (که قبلاً هرمان در یک برنامه رادیویی استفاده کرده بود) در قسمت‌هایی از فیلم مارنی بود. در کنار این مسایل، این آخرین فیلم هیچکاک بود که یک زن بلوند (بلوند هیچکاکی) در آن نقش محوری داشت.